# Faith Kipyegon
Faith Chepngetich Kipyegon (née le 10 janvier 1994 à Bomet dans la Vallée du Rift) est une athlète kényane, spécialiste des courses de fond et de demi-fond. Elle est triple championne olympique du 1 500 mètres, en 2016 à Rio, en 2021 à Tokyo et en 2024 à Paris, et triple championne du monde de cette distance, en 2017, en 2022 et en 2023. À Budapest en 2023, elle décroche également le titre du 5 000 mètres et devient la première athlète féminine à réaliser cette performance lors d'un championnat du monde.
En 2023, elle établit trois records du monde : celui du 1 500 m le 2 juin 2023 lors du meeting Golden Gala, à Florence, en 3 min 49 s 11, celui du 5 000 m une semaine plus tard, le 9 juin 2023 lors du Meeting de Paris en 14 min 5 s 20, et celui du mile le 22 juillet 2023 lors du Meeting Herculis de Monaco en 4 min 7 s 64.

## Biographie

### Premières victoires
Elle participe à l'âge de seize ans aux championnats du monde de cross 2010, à Bydgoszcz, et remporte la médaille d'or de l'épreuve junior par équipes après avoir terminé au pied du podium de la course individuelle. Lors de l'édition suivante, à Punta Umbría, elle devient championne du monde junior, en devançant trois concurrentes éthiopiennes. Sur la piste, la Kényane s'adjuge le titre du 1 500 mètres des Championnats du monde cadets se déroulant au Stadium Lille Métropole de Villeneuve-d'Ascq, en 4 min 09 s 48.

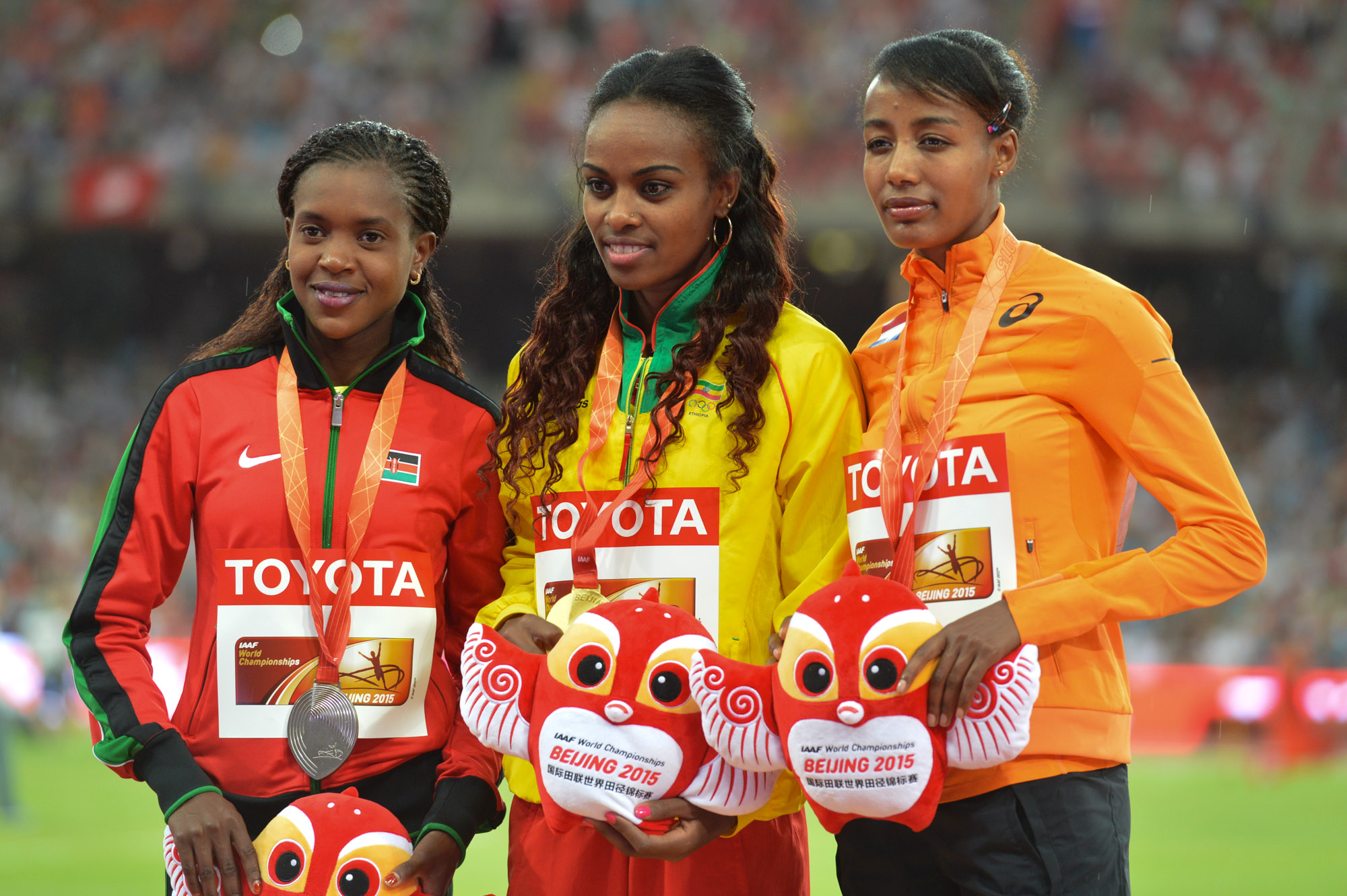
Faith Kipyegon (à gauche) sur le podium des championnats du monde 2015.

Elle confirme son potentiel en 2012 en remportant les Championnats du monde juniors, à Barcelone, devançant largement avec le temps de 4 min 04 s 96 la Serbe Amela Terzić et l’Éthiopienne Senbere Teferi. Sélectionnée pour les Jeux olympiques de 2012, à Londres, la Kényane s'incline dès les séries du 1 500 m.
En début de saison 2013, Faith Kipyegon remporte l'épreuve individuelle junior des championnats du monde de cross, à Bydgoszcz en Pologne. Le 10 mai, lors du Qatar Athletic Super Grand Prix de Doha, elle établit un nouveau record du Kenya du 1 500 m en 3 min 56 s 98, s'inclinant néanmoins face à la Suédoise Abeba Aregawi. En août 2013, lors des championnats du monde de Moscou, Faith Kipyegon se classe cinquième de la finale du 1 500 m dans le temps de 4 min 5 s 08.
En 2014, elle remporte la médaille d'or du relais 4 × 1 500 mètres lors des premiers relais mondiaux de l'IAAF, à Nassau aux Bahamas, en compagnie de Mercy Cherono, Irene Jelagat et Hellen Obiri. L'équipe du Kenya, qui devance les États-Unis et l'Australie, améliore de plus de 30 secondes le record du monde en 16 min 33 s 58. Fin juillet, à Glasgow en Écosse, elle remporte le titre du 1 500 m des Jeux du Commonwealth, dans le temps de 4 min 8 s 94.
Elle remporte la médaille d'argent du 1 500 m lors des championnats du monde 2015 à Pékin, devancée par l'Éthiopienne Genzebe Dibaba.

### Championne olympique (2016)

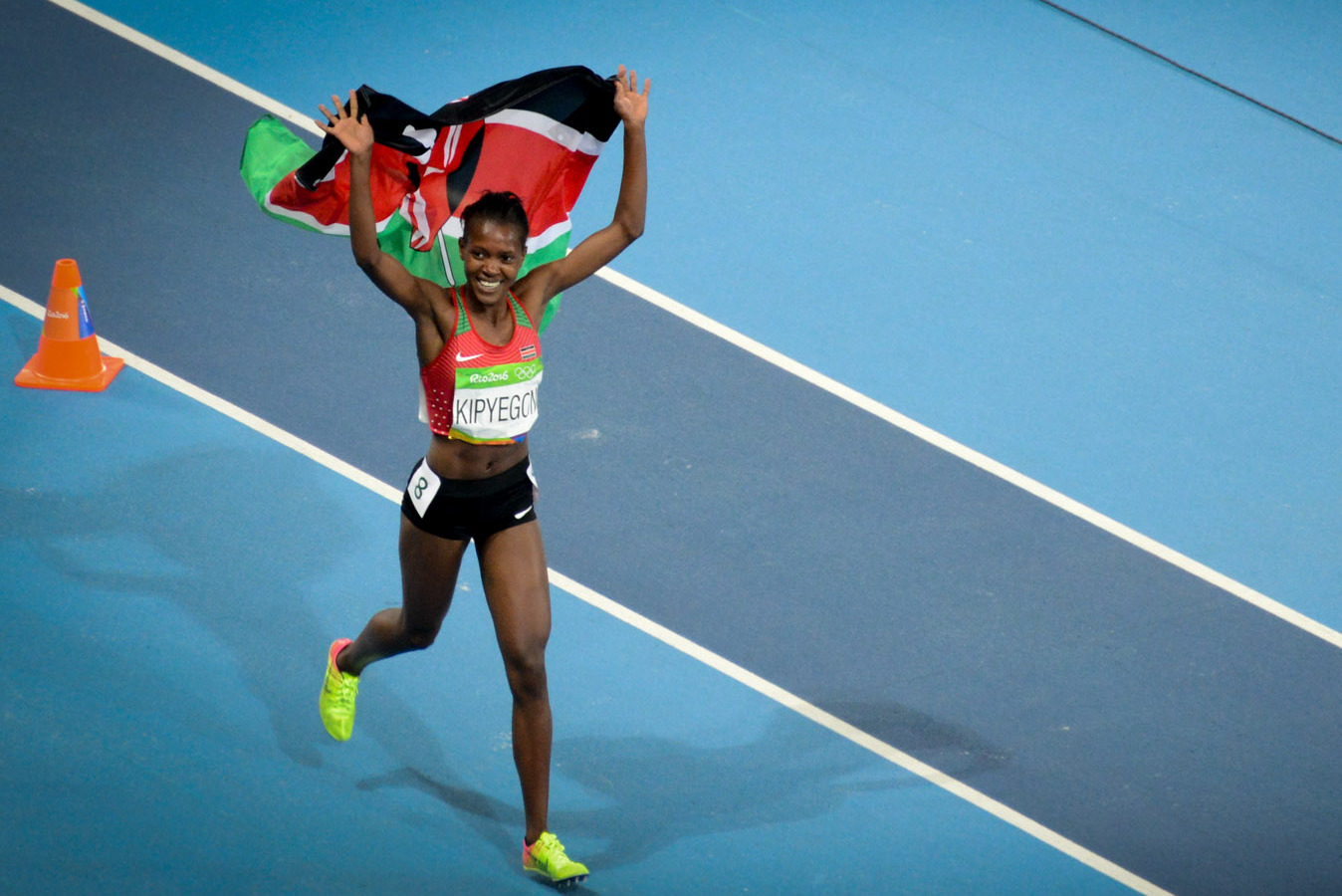
Lors des Jeux olympiques de 2016.

Le 14 mai 2016, au cours du meeting de Shanghai, elle porte son propre record du Kenya du 1 500 m en 3 min 56 s 82. Parmi les favorites pour le titre olympique, Faith Kipyegon est sacrée championne olympique en août 2016 lors des Jeux olympiques de Rio où elle s'impose en finale en 4 min 08 s 92.

### Championne du monde (2017)
L'année suivante, elle décroche le titre mondial aux championnats du monde de Londres, dans un sprint très serré avec la Néerlandaise Sifan Hassan. Elle devance finalement sur le podium l'Américaine Jennifer Simpson et la Sud-Africaine Caster Semenya.
Le 14 août 2020, elle remporte le 1 000 m du meeting de Monaco en 2 min 29 s 15 , le deuxième meilleur chrono de l'histoire derrière Svetlana Masterkova en 2 min 28 s 98.

### Deuxième titre olympique (2021)
Toujours à Monaco le 9 juillet 2021, la Kényane signe le quatrième meilleur temps d l'histoire sur 1 500 m avec un chrono en 3 min 51 s 07, devant sa principale adversaire Sifan Hassan. Les deux femmes se retrouvent pour la finale des Jeux Olympiques de Tokyo moins d'un mois plus tard, et une nouvelle fois Kipyegon prend le meilleur sur la Néerlandaise en s'imposant en 3 min 53 s 11, nouveau record olympique. Elle conserve ainsi son titre acquis en 2016 et devient la deuxième femme à décrocher deux médailles d'or olympiques sur cette distance après la Soviétique Tatyana Kazankina en 1976 et 1980.

### Deuxième titre mondial (2022)

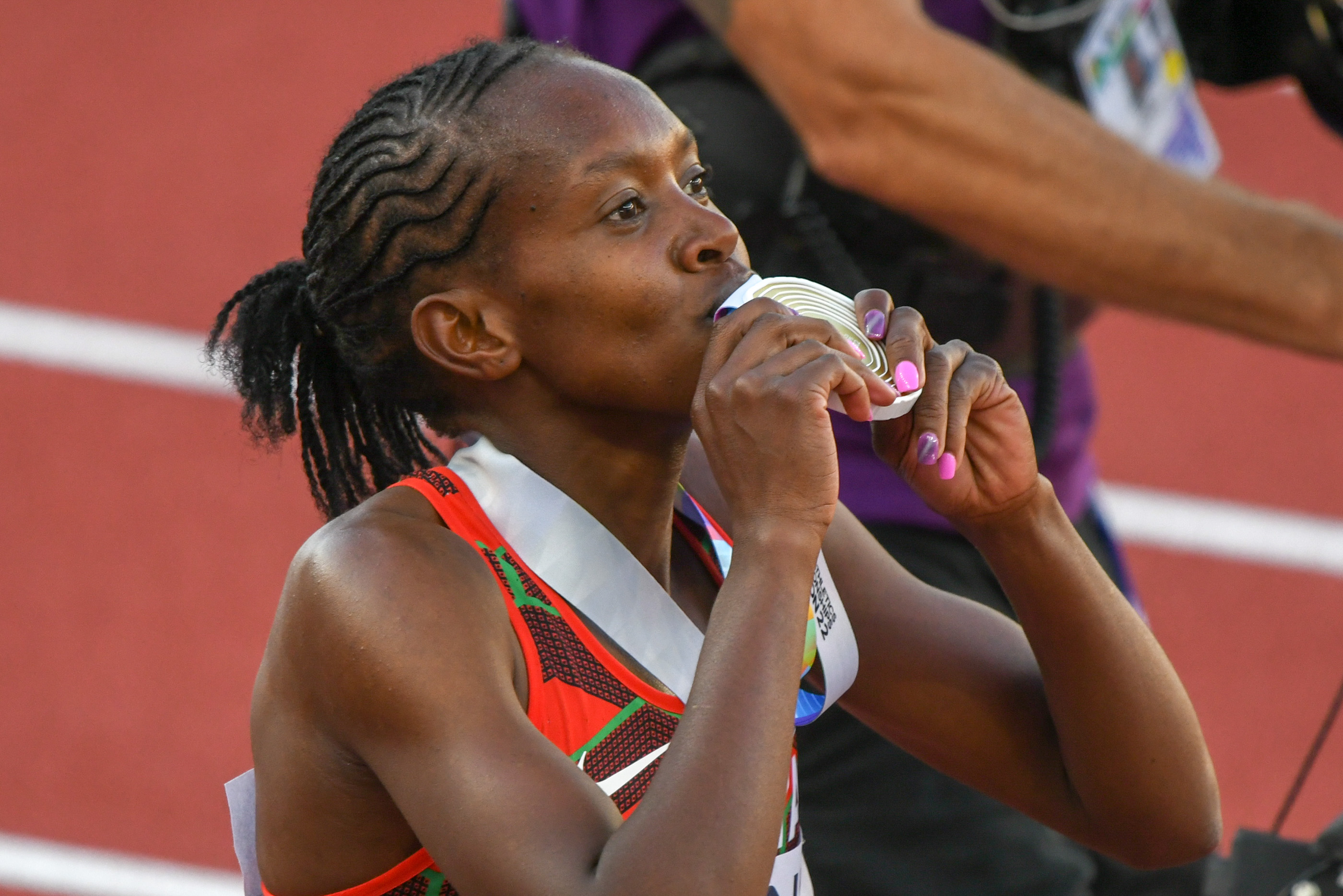
Deuxième titre mondial sur 1500 m à Eugene en 2022.

Le 18 juillet 2022, lors des championnats du monde à Eugene, Faith Kipyegon remporte son deuxième titre mondial et devient l'athlète la plus titrée sur cette distance avec l'Algérienne Hassiba Boulmerka, Tatyana Tomashova et Maryam Yusuf Jamal, mais compte deux médailles d'argent supplémentaires. Elle s'impose dans le temps de 3 min 52 s 96, devant Gudaf Tsegay et Laura Muir.
Le 10 août 2022, lors du Meeting Herculis de Monaco, Faith Kipyegon établit la deuxième meilleure performance mondiale de tous les temps sur 1 500 m en 3 min 50 s 37, échouant à 3/10e de seconde seulement du record du monde de Genzebe Dibaba.

### Records du monde du 1 500 m, du mile et du 5 000 m et doublé inédit à Budapest (2023)

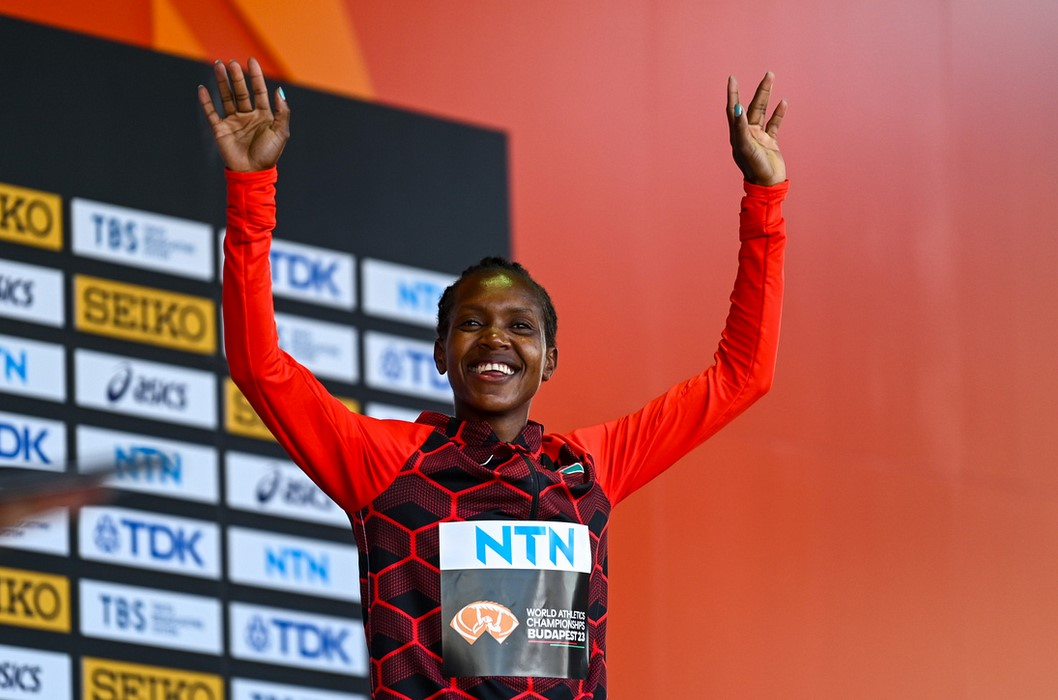
Sur le podium du 5000 m lors des championnats du monde 2023.

Le 2 juin 2023, lors du meeting Golden Gala disputé exceptionnellement à Florence en Italie, Faith Kipyegon bat de près d'une seconde le record du monde du 1 500 m de Genzebe Dibaba établi en 2015 en parcourant la distance en 3 min 49 s 11, devenant la première athlète à descendre sous la barrière des 3 min 50 s. Elle est la première athlète kényane à détenir ce record.
Une semaine plus tard, le 9 juin 2023 lors du Meeting de Paris, elle bat le record du monde du 5 000 mètres en 14 min 5 s 20, abaissant de près d'une seconde et demie l'ancienne meilleure marque planétaire de l'Éthiopienne Letesenbet Gidey établie en 2020. Il s'agit de son premier 5 000 m disputé depuis la saison 2015.
Le 21 juillet 2023 lors du Meeting Herculis de Monaco, elle s'approprie un troisième record du monde en améliorant de près de 5 secondes le record du monde du mile de Sifan Hassan datant de 2019, en réalisant 4 min 7 s 64.
Lors des championnats du monde, fin août à Budapest, Faith Kipyegon remporte le titre du 1 500 m en devançant de près d'une seconde en 3 min 54 s 87 l'Éthiopienne Diribe Welteji et Sifan Hassan. En décrochant sa troisième médaille d'or après 2017 et 2022, elle devient l'athlète la plus titrée dans cette discipline, devançant désormais les doubles championnes du monde de la distance Hassiba Boulmerka, Tatyana Tomashova et Maryam Yusuf Jamal. Quatre jours plus tard, le 26 août, elle s'empare du titre du 5 000 m en 14 min 53 s 88 devant Sifan Hassan et Beatrice Chebet pour ce qui constitue le premier doublé 1 500 m/5 000 m réalisé par une athlète féminine, cette performance ayant été seulement effectué par l’Américain Bernard Lagat en 2007 à Osaka.

### Troisième titre olympique sur 1 500 m (2024)
Le 7 juillet 2024 au cours du Meeting de Paris, elle améliore de 7/100e de seconde son propre record du monde du 1 500 mètres en parcourant la distance en 3 min 49 s 04.
Lors des Jeux Olympiques de Paris, elle remporte la médaille d'argent sur 5 000 m le 5 août 2024, puis devient pour la troisième fois consécutive championne olympique du 1 500 m le 10 août 2024.

### Nouveau record du monde du 1 500 m (2025)
Le 5 juillet 2025 au cours du meeting d'Eugene en Ligue de Diamant, elle améliore de 36/100e de seconde son propre record du monde du 1 500 mètres en parcourant la distance en 3 min 48 s 68.

## Palmarès
| Date | Compétition                               | Lieu             | Résultat | Épreuve           | Temps          |
| ---- | ----------------------------------------- | ---------------- | -------- | ----------------- | -------------- |
| 2011 | Championnats du monde de cross            | Punta Umbría     | 1re      | Individuel junior | 18 min 53 s    |
| 2011 | Championnats du monde cadets              | Lille            | 1re      | 1 500 m           | 4 min 09 s 48  |
| 2012 | Championnats du monde juniors             | Barcelone        | 1re      | 1 500 m           | 4 min 04 s 96  |
| 2013 | Championnats du monde de cross            | Bydgoszcz        | 1re      | Individuel junior | 17 min 51 s    |
| 2013 | Championnats du monde                     | Moscou           | 5e       | 1 500 m           | 4 min 05 s 08  |
| 2014 | Relais mondiaux de l'IAAF                 | Nassau           | 1re      | 4 × 1 500 m       | 16 min 33 s 58 |
| 2014 | Jeux du Commonwealth                      | Glasgow          | 1re      | 1 500 m           | 4 min 08 s 94  |
| 2014 | Championnats d'Afrique de cross-country   | Kampala          | 1re      | Cross individuel  | 25 min 33 s 02 |
| 2014 | Championnats d'Afrique de cross-country   | Kampala          | 1re      | Cross par équipes | 10 pts         |
| 2015 | Championnats du monde                     | Pékin            | 2e       | 1 500 m           | 4 min 08 s 96  |
| 2016 | Jeux olympiques                           | Rio de Janeiro   | 1re      | 1 500 m           | 4 min 08 s 92  |
| 2016 | Ligue de diamant                          | Ligue de diamant | 2e       | 1 500 m           | détails        |
| 2017 | Championnats du monde                     | Londres          | 1re      | 1 500 m           | 4 min 02 s 59  |
| 2017 | Ligue de diamant                          | Ligue de diamant | 1re      | 1 500 m           | 3 min 57 s 04  |
| 2019 | Championnats du monde                     | Doha             | 2e       | 1 500 m           | 3 min 54 s 22  |
| 2021 | Jeux olympiques                           | Tokyo            | 1er      | 1 500 m           | 3 min 53 s 11  |
| 2021 | Ligue de diamant                          | Ligue de diamant | 1re      | 1 500 m           |                |
| 2022 | Championnats du monde                     | Eugene           | 1re      | 1 500 m           | 3 min 52 s 96  |
| 2022 | Ligue de diamant                          | Ligue de diamant | 1re      | 1 500 m / mile    |                |
| 2023 | Championnats du monde                     | Budapest         | 1re      | 1 500 m           | 3 min 54 s 87  |
| 2023 | Championnats du monde                     | Budapest         | 1re      | 5 000 m           | 14 min 53 s 88 |
| 2023 | Ligue de diamant                          | Ligue de diamant | 1re      | 1 500 m / mile    | 3 min 50 s 72  |
| 2023 | Championnats du monde de course sur route | Riga             | 3e       | Mile              | 4 min 24 s 13  |
| 2024 | Jeux olympiques                           | Paris            | 1re      | 1 500 m           | 3 min 51 s 29  |
| 2024 | Jeux olympiques                           | Paris            | 2e       | 5 000 m           | 14 min 29 s 60 |

## Records
| Épreuve | Temps              | Lieu    | Date              |
| ------- | ------------------ | ------- | ----------------- |
| 800 m   | 1 min 57 s 68      | Doha    | 25 septembre 2020 |
| 1 000 m | 2 min 29 s 15 (AR) | Monaco  | 14 août 2020      |
| 1 500 m | 3 min 48 s 68 (WR) | Eugene  | 5 juillet 2025    |
| Mile    | 4 min 7 s 64 (WR)  | Monaco  | 21 juillet 2023   |
| 3 000 m | 8 min 7 s 04 (AR)  | Chorzów | 16 août 2025      |
| 5 000 m | 14 min 5 s 20      | Paris   | 9 juin 2023       |

## Vie privée
Mariée à Timothy Kitum, médaillé de bronze du 800 m aux Jeux olympiques de 2012, le 1er février 2018, elle annonce être enceinte de son premier enfant,. Le 21 juin, elle donne naissance à une fille, prénommée Alyn.

## Hommages
Elle fait partie des sportifs retenus en finale pour le prix "Personnalité sportive africaine de l'année 2021" de la BBC (prix décerné en janvier 2022), ; ce prix sera finalement remis à la sprinteuse Christine Mboma.